# فرانسیس گارنیر
ماری ژوزف فرانسوا گارنیر (Marie Joseph François Garnier) (زادهٔ ۲۵ ژوئیه ۱۸۳۹ – درگذشتهٔ ۲۱ دسامبر ۱۸۷۳)، افسر، بازرس امور طبیعی کوچین چین و کاوشگر فرانسوی بود. او سرانجام رهبر مأموریت کمیسیون اکتشاف مکونگ در قرن نوزدهم میلادی در جنوب شرقی آسیا شد.

## حرفهٔ اولیه

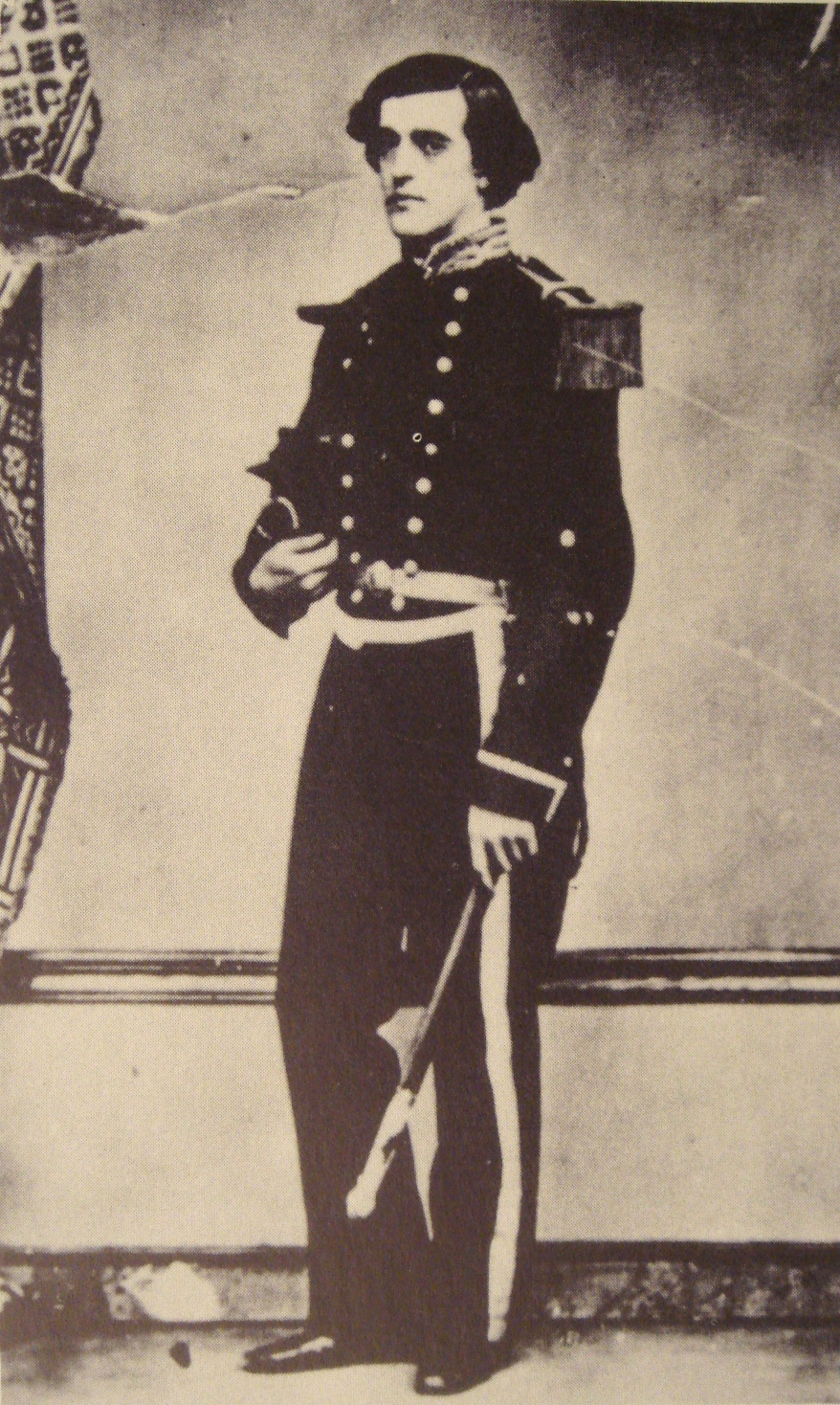
فرانسیس گارنیر

فرانسیس گارنیر در ۲۵ ژوئیه ۱۸۳۹ در سن-اتین چشم به جهان گشود. او دومین پسر لوئیس الکساندر گارنیر و آن ماری فلیسیته گارنیر بود. در سال ۱۸۵۵ و در سن ۱۶ سالگی به مدرسهٔ نیروی دریایی ملحق شد. این کار وی برخلاف میل خانواده‌اش بود که موافق حرفهٔ نظامی نبودند و آن را خطرناک می‌پنداشتند.
در اوایل سال ۱۸۶۰، گارنیر که ۲۰ ساله شده بود به عنوان افسر داوطلب بر روی کشتی دوپره خدمت می‌کرد. او در زمان جنگ دوم تریاک شب هنگام با پریدن به درون دریا جان یک ستوان سواره نظام را که به دریا افتاده بود را نجات داد. گارنیر با نشان دادن این شجاعت، فوراً به درجهٔ ستوان دوم نائل آمده و به افراد دریاسالار چارنر اضافه شد.
گارنیر تحت فرماندهی دریاسالار چارنر در لشکرکشی کوچین‌چین جنگید و به ویژه در نبرد کی هوآ شرکت کرد.
گارنیر پس از گذراندن زمانی در فرانسه، به شرق بازگشت و در سال ۱۸۶۲ به عنوان بازرس امور بومی در کوچین‌چین منصوب شد و ادارهٔ چولون در حومهٔ شهر هوشی‌مین را بر عهده گرفت.

## جنگ فرانکو-پروس
گارنیر در طول محاصره پاریس، به عنوان افسر ارشد کارکنان دریاسالار در فرماندهی بخش هشتم، خدمت می‌کرد. تجریبات او در طول این محاصره در پاورقی‌های مجلهٔ لو تمپس، به‌طور جداگانه تحت عنوان محاصره پاریس، خاطرات یک افسر نیروی دریایی (۱۸۷۱) منتشر می‌شد.
گارنیر روزی در حالی که ارابهٔ پُر از مهمات را به همراه چهل تن جنگجوی دیگر به قلعهٔ وانوز می‌برد، زیر رگبار وحشیانه-ای از گلوله‌های پروس گرفتار شدند. همهٔ مردان نجات یافته با رها کردن مأموریت خود، فرار کردند به جز گارنیر و یکی از مردان گارد ملی که با هم ارابه را به مقصد رساندند.
با بازگشت به کوچین‌چین، شرایط سیاسی کشور را برای جستجو و اکتشافات بیشتر مناسب ندید، بنابراین او به چین رفت و در سال ۱۸۷۳ مسیر بالای رودخانه یانگ تسه را به سمت آبشارها دنبال کرد.

## مداخله در تونکین
در اواخر تابستان ۱۸۷۳، یک درگیری میان تاجر فرانسوی، ژان دوپو و مقامات ویتنامی، یک بحران کاملاً دیپلماتیک را در هانویی ایجاد کرد. گارنیر با درخواست دربار سلطنتی ویتنام توسط دریاسالار دوپره فرستاده شد تا درگیری را حل کرده و دوپو و سربازان مزدورش را از تونکین بیرون کند. نیروی اعزامی گارنیر شامل ۱۸۰ نفر و دو کشتی مسلح بود.
گارنیر با نیمی از نیروهای اعزامی در ۱۱ اکتبر ۱۸۷۳ از سایگون خارج شد و در ۵ نوامبر به هانوی رسید. زمانی که گارنیر و مردانش به شهر رسیدند، نُه ارتشبد نگویان تری فونگ و نُه مأمورین عالی‌رتبه‌اش برای استقبال از وی نیامدند. با این حال دوپو به گرمی از فرانسوی‌ها استقبال کرد. گارنیر بعد از مشورت با دوپو، تلاش کرد تا با مقامات محلی مذاکره کند اما به سبب آنکه مأمورین عالی‌رتبه از مذاکره سرباز زدند، او شروع به بررسی گزینهٔ نظامی کرد. در ۱۲ نوامبر باقی نیروهای اعزامی رسیدند و گارنیر علی‌رغم دریافت هیچ دستوری تصمیم به تصرف شهر گرفت.
در سپیده دم روز ۲۰ نوامبر، گارنیر و ۱۸۰ مردش به دژ هانوی که توسط هفت هزار سرباز دفاع می‌شد، یورش بردند. مدافعان که کاملاً از حملهٔ فرانسوی‌ها مات و مبهوت شده بودند، عملکرد بسیار ضعیفی داشتند و زمانی که ارتشبد نگویان تری فونگ به شدت آسیب دید، روحیهٔ آنها به‌طور کامل فرو ریخت. با ورود نیروهای فرانسوی به دروازه‌های جنوبی، بسیاری از مدافعان به سمت دروازهٔ شمالی فرار کردند. نیروهای فرانسوی در کمتر از یک ساعت قلعه را تصرف کردند. تنها تلفات فرانسوی‌ها یکی از مزدوران چینی دوپو بود که به‌طور تصادفی توسط ملوانان فرانسوی کشته شد. با این حال تلفات ویتنامی‌ها بسیار سنگین بود، طوری که ۸۰ کشته و ۳۰۰ زخمی و دو هزار اسیر برجای گذاشتند. نگویان تری فونگ خیلی شدید زخمی شد و یک ماه بعد در ۲۰ دسامبر بر اثر شدت صدمات، جان باخت.
گارنیر و افرادش که از این پیروزی کوبنده جرأت یافته بودند، به زودی خود را وارد یک کارزار نظامی غیرقانونی کردند که در مدت دو هفته منجر به فتح کل دلتای رود سرخ شد. یکی از زیردستان او، بالنی دواوریکو، پرچمدار ۲۴ ساله‌ای که قلعه‌های فولی وهای دونگ را فقط به همراه ۳۰ نفر تصرف کرد. در ۵ دسامبر، افسر۲۱ سالهٔ داوطلبی به نام هاوتفویل به همراه ۶ ملوان و یک مترجم ویتنامی، پس از به گروگان گرفتن فرماندار، قلعهٔ نین بین را تصرف کرد. سرانجام در یازدهم دسامبر، شخص گارنیر قلعهٔ نام دین را فتح کرده و نیروهای اعزامی نخستین تلفات خود را متحمل شدند که شامل ۵ ملوانی بود که در نبرد زخمی شدند.
در پی سقوط قلعهٔ نام دین در یازدهم دسامبر، نیروهای فرانسوی کنترل کل دلتای رودخانهٔ سرخ را به دست گرفتند.

## مرگ در نبرد در نزدیکی هانوی
مسؤلین ویتنامی در حالی که به‌طور کامل با پیروزی برق آسای فرانسوی‌ها منکوب شده بودند، از لیو یونگ‌فو و ارتش پرچم سیاه او که گروهی از یاغی‌های چینی، عمدتاً از سربازهای کارآزمودهٔ شورش تایپینگ مقیم شمال ویتنام بودند، درخواست کمک کردند.
در ۲۱ دسامبر ۱۸۷۳، لیو یونگ‌فو به همراه حدود ۶۰۰ نفر از سربازان پرچم سیاه قدم رو در سایهٔ یک پرچم عظیم سیاه رنگ به دروازهٔ غربی هانوی نزدیک شدند و یک ارتش بزرگ از ویتنامی‌ها هم به دنبال آنها می‌آمدند. گارنیر با توپ صحرایی مستقر در بالای دروازه، به پرچم سیاه‌ها شلیک کرد و هنگامی که آنها عقب‌نشینی کردند، او گروهی از هجده تفنگدار دریایی و دریانورد را در تعقیب آنان رهبری کرد. با این امید که بتواند ضربهٔ مهلکی به پرچم سیاه‌ها وارد آورد. این حملهٔ متقابل با شکست مواجه شد. گارنیر در حالی که سه نفر دیگر را در یک سر بالایی در حمله با سرنیزه رهبری می‌کرد، پس از آنکه سهواً در یک مسیل لغزید توسط چند تن از سربازان پرچم سیاه مجروح و کشته شد. پرچم‌دار جوان آدرین بالمی دوریکوور برای پشتیبانی گارنیر گروهی به همان اندازه کم‌تعداد را بیرون از قلعهٔ نظامی رهبری کرد ولی او نیز در رأس مردان خود کشته شد. سه دریانورد فرانسوی نیز در این یورش‌ها کشته شدند و مابقی پس از سقوط رهبرانشان به قلعهٔ نظامی گریختند.
سرهنگ تومازی، تاریخشناس هندوچین فرانسه، توصیف زیر را با جزئیات در مورد آخرین لحظات گارنیر ارائه داد:
در میانهٔ روز ۲۱ دسامبر، گارنیر به همراه سفیران در جلسه‌ای بود که یک مترجم اعلام کرد، دسته‌هایی از پرچم سیاه‌ها در حال حمله به دروازهٔ غربی شهر هستند. گارنیر بلافاصله خود را به دروازه رساند ولی برخی از مردان او زودتر به آنجا رسیده و شلیک‌های‌شان برای عقب‌نشینی راهزنان به پشت پرچین‌های بامبو کافی بود. یک اسلحهٔ ۴۰ میلی‌متری وارد صحنهٔ نبرد شد. گارنیر دوازده تن از مردان خود را جمع کرده تا شهر را برای تعقیب دشمن ترک کنند. سه نفر از آنها این توپ کوچک را حمل می‌کردند. از آنجا که امکان حرکت سریع آنها همراه با این سلاح نبود، گارنیر از آن سه پیشی گرفته و نُه مرد همراه خود را به سه گروه سه نفره تقسیم کرد. یک گروه به سمت راست و دیگری به سمت چپ حرکت کردند تا از گروه میانی به رهبری گارنیر به همراه تنها دو نفر دیگر دفاع کنند. یک و نیم کیلومتر خارج از شهر او خود را در مقابل یک مسیل یافت و هنگام عبور از آن لغزید و به درون افتاد. چند سرباز پرچم سیاه که در پشت مسیل پنهان شده بودند و مابقی شلیک کردند. در این لحظه دو مردی که گارنیر را همراهی می‌کردند صد متر عقب‌تر بودند. یکی از آنان به ضرب گلوله کشته و دیگری زخمی شد. گارنیر فریاد برآورد: پسران شجاع من به سوی من بشتابید تا آنان را در هم بکوبیم. سپس شش گلوله از هفت تیرش را برای نجات خویش شلیک کرد اما راهزنان او را محاصره کرده و با شمشیر و نیزه مجروحش کردند. سپس سرش را از تن جدا و بدنش را به طرز وحشیانه تکه‌تکه کردند و گریختند. دو گروه دیگر که به سمت صدای شلیک یورش برده بودند، تنها موفق شدند جسد خون آلود وی را به هانوی برگردانند.

## دستاوردها
شهرت اصلی گارنیر ریشه در این واقعیت دارد که فکر کاوش مکونگ و انجام دادن بخش عمدهٔ آن، هر دو را بر عهده گرفت. همچنین طی دوران استعمارگری فرانسه او مفتخر به شاهکارهایی در تونکین شد که راه را برای فتح آن توسط فرانسه در دههٔ ۱۸۸۰ هموار کرد.

## یادبود
در سال ۱۸۸۳، نُه سال پس از مرگ فرانسیس گارنیر، افسر نیروی دریایی فرانسه، هانری ریویر نیز در شرایط کاملاً مشابهی توسط پرچم سیاه‌ها در تونکین کشته شد.
گارنیر و ریویر در دورهٔ استعمارگری فرانسه ملقب به عنوان شهدای برجستهٔ فرانسوی فتح تونکین شدند. در سال ۱۸۸۴، طی دو نبرد چین و فرانسه، دو ناو کوچک توپ‌دار ناوگان تونکین به نام آن دو مزین شدند.
در محاصرهٔ تویین کوانگ (نوامبر ۱۸۸۴ – مارس ۱۸۸۵) پرچم سیاه‌های لیو یونگ‌فو که ارتش محاصره شدهٔ چین را تشکیل می‌دانند با فریاد زدن نام دو تن از مشهورترین قربانیان فرانسوی به پادگان فرانسه طعنه می‌زدند: گارنیر! ریویر! گارنیر! ریویر!
در سال ۱۹۱۱، شهر بنی حواء در الجزایر فرانسوی به «فرانسیس گارنیر» تغییر نام یافت و تا استقلال الجزایر در سال ۱۹۶۲ به همین نام باقی ماند.
در سال ۱۹۴۳، هندوچین فرانسوی برای یادبود گارنیر یک تمبر را با نام او صادر کردند.

## کتابشناسی
- Baker, Daniel ed. Explorers and Discoverers of the World. Detroit: Gale Research, 1993
- Chisholm, Hugh, ed. (1911). "Garnier, Marie Joseph François" . Encyclopædia Britannica (به انگلیسی). Vol. 11 (11th ed.). Cambridge University Press. p. 472.
- Lonlay, D. de, Le siège de Tuyen-Quan (Paris, 1886)
- Milton Osborne, River Road to China: The Search for the Source of the Mekong, 1866-73 (Atlantic Monthly Press, 1999) ISBN 0-87113-752-6
- Milton Osborne, "Francis Garnier (1839–1873), Explorer of the Mekong River", Explorers of South-east Asia, Six Lives, ed. Victor T. King, (Kuala Lumpur: OUP, 1995)
- Milton Osborne, River Road to China: The Mekong River Expedition, 1866–1873 (London and New York, 1975)
- The narrative of the principal expedition appeared in 1873, as Voyage d'exploration en Indo-Chine effectué pendant les années 1866, 1867 et 1868, publié sous la direction de M. Francis Garnier, avec le concours de M. Delaporte et de MM. Joubert et Thorel (2 vols.) Only 800 copies were printed, and the original work is now rare.
- Transl. Walter E. J. Tips:
  - Travels in Cambodia and Part of Laos: the Mekong Exploration Commission report (1866–1868), volume 1 (White Lotus Press, 1996)
  - A pictorial journey on the old Mekong: Cambodia, Laos and Yunnan: the Mekong Exploration Commission report (1866–1868), volume 3 (White Lotus Press, 1998)
- An account of the Yang-tsze-Kiang from Garnier's pen is given in the Bulletin de la Soc. de Geog. (1874).
- His Chronique royale du Cambodje, was reprinted from the Journal Asiatique in 1872.
- Ocean Highways (1874) for a memoir by Colonel Henry Yule
- Hugh Clifford, "Further India", in the Story of Exploration series (1904).
- John Keay, Mad About The Mekong ISBN 0-00-711115-0
- Thomazi, A. , La conquête de l'Indochine (Paris, 1934)